# Teoria da meta e do caminho
A teoria da meta e do caminho, também conhecida como teoria caminho-meta, foi desenvolvida por Robert House e Martins Evans em 1971, e recebeu esse nome devido ao fato de acreditar que o líder influencia as percepções dos subordinados, tanto nas metas de trabalho como nas metas pessoais, e é ele que ajuda a encontrar os caminhos para realizá-las.
Essa teoria foca no líder, no liderado e na tarefa e foi desenvolvida com base em estudos da Universidade de Ohio e da Teoria da Expectativa, para esclarecer como o comportamento do líder pode contribuir no desempenho de seus subordinados e influenciar comportamentos, satisfação e motivação.

## Variáveis Motivacionais (VIEs)
O líder deve manipular as três variáveis motivacionais, que são apresentadas na Teoria da Expectativa, chamadas de VIEs (Valências, Instrumentalidades e Expectativas).
Valências: identificar ou criar uma atração sobre determinado resultado que atue no indivíduo ou na sua satisfação em atingi-lo.
Instrumentalidades: manipular a relação entre a execução de uma ação pelo liderado e a experimentação do resultado, para que o desempenho do liderado seja elevado e que se tenha bons retornos.
Expectativas: reduzir ou eliminar as barreiras que possam impedir o alcance do objetivo, o que causaria frustrações aos liderados, de forma que o esforço deliberado seja menor e que se atinja bons desempenhos.

## Estilos de liderança

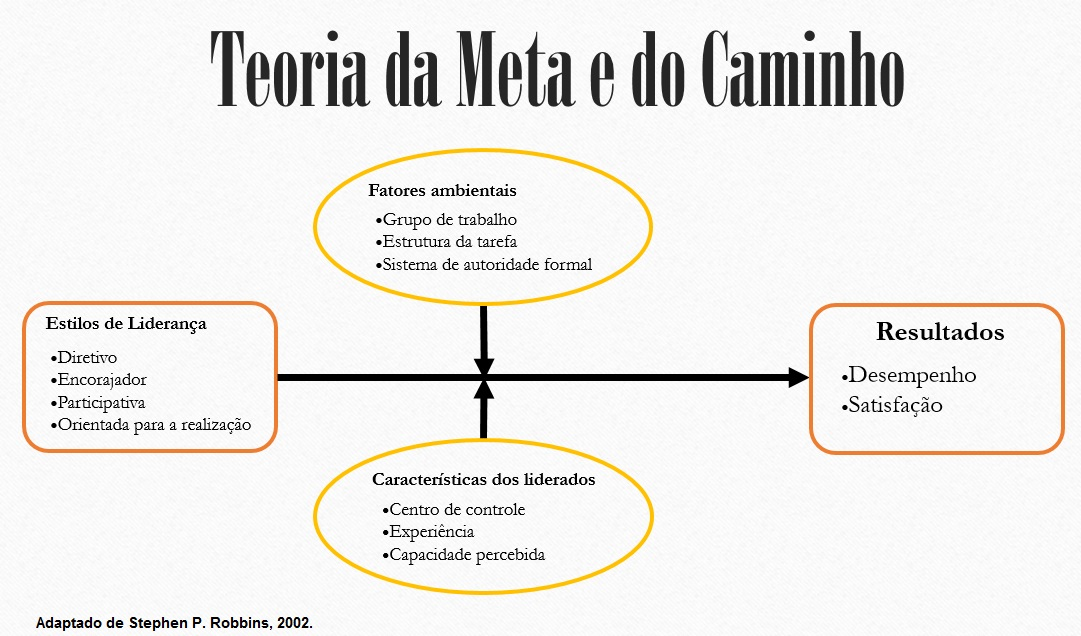
Fluxograma Teoria da Meta e do Caminho

Como o principal objetivo do líder é de motivar seus liderados de modo a demonstrar os melhores caminhos a serem tomados para atingir determinados objetivos, os fatores ambientais e as características dos subordinados devem ser analisadas pelo líder pois são agentes influenciadores no estilo de liderança que será adotado.
É necessário que o líder identifique as necessidades do ambiente em que está atuando e dos seus liderados de maneira que complemente as carências de sua equipe e tome atitudes que cooperem para o desempenho individual e do grupo.
Os fatores ambientais que devem ser analisados são o grupo de trabalho, a estrutura da tarefa e o sistema de autoridade formal. E as características dos liderados, são as experiências, a capacidade percebida e o centro de controle.
Identificado cada fator, há quatro estilos de comportamentos que podem ser adotados pelos líderes a fim de manipularem as três variáveis motivacionais:
- Liderança diretiva - o líder é autoritário e é ele quem determina o que será feito. As vantagens do comportamento diretivo é que apresenta diretrizes específicas, esclarece regras e procedimentos, assim os liderados sabem o que devem fazer por meio de planejamento e coordenação de trabalho. Um exemplo seria o esclarecimento dos padrões pelos quais serão avaliados. A aceitação desse estilo de liderança pelos subordinados depende das tarefas executadas por eles. Esse tipo de liderança contribui para a motivação, satisfação e desempenho dos subordinados quando o trabalho é realizador, porém não há clareza de suas demandas. Para trabalhos que não trazem satisfação, mas possuem tarefas bem definidas, essa liderança não é aconselhável.
- Liderança encorajadora - o líder é acessível e se preocupa genuinamente pelos seus subordinados. Esse estilo de liderança resulta na satisfação somente quando a tarefa é estruturada. É especialmente necessária sob condições nas quais as relações ou tarefas são fisicamente ou psicologicamente estressantes, pois aumentaria a segurança psicológica. As relações de apoio entre líder e liderado, supostamente, aumentam a qualidade dos relacionamentos, pois tal comportamento do líder ajuda a compensar as condições adversas, com suporte psicológico e social, diminuindo assim as ansiedades e melhorando a autoestima dos liderados.
- Liderança participativa - o líder consulta e utiliza das sugestões de seus subordinados em suas tomadas de decisão, esse estilo é satisfatório quando a tarefa não é padronizada e rotineira e os seguidores não são autoritários. Esse estilo de liderança, quando bem aplicado e aceito, pode resultar no aumento de esforços, envolvimento, comprometimento e desempenhos individuais.
- Liderança orientada para a realização - o líder fixa metas desafiadoras e confia em seus liderados. Essa liderança apresenta melhorias no desempenho quando os seguidores são dedicados as metas e incentiva os liderados a terem confiança em sua habilidade, para que se desafiem e assumam riscos. É indicada quando a equipe possui alto grau de responsabilidade individual e controle sobre o trabalho.

A tabela a seguir resume os estilos de liderança e as características marcantes dos líderes, liderados e da tarefa, e o resultado possível esperado.
| Estilo de Liderança                   | Característica do líder                                               | Características dos liderados                                                | Características da tarefa        | Resultado |
| ------------------------------------- | --------------------------------------------------------------------- | ---------------------------------------------------------------------------- | -------------------------------- | --- |
| Liderança diretiva                    | Autoritário                                                           | Respeitam a autoridade                                                       | Não são bem estruturadas         | Diretrizes específicas, regras e procedimentos que contribuem para a motivação, satisfação e desempenho, quando o trabalho é realizador                                 |
| Liderança encorajadora/compreensiva   | Acessível, amigável e preocupado com as necessidades dos funcionários | Não proporcionam apoio social aos membros do grupo                           | Estruturada, porém estressante   | Melhora a autoestima dos liderados, aumenta a qualidade dos relacionamentos e segurança psicológica, e diminui as ansiedades                                            |
| Liderança participativa               | Democrático e utiliza as sugestões dos liderados                      | Centro de controle interno, não são autoritários e se acham hábeis e capazes | Não é rotineira e não tem padrão | Tomada de decisão descentralizada, aumento dos esforços, envolvimento, comprometimento e desempenhos individuais                                                        |
| Liderança orientada para a realização | Desafiador e confia nos liderados                                     | Possui alto grau de responsabilidade individual e controle sobre o trabalho  | Não é muito desafiadora          | Melhorias no desempenho quando os seguidores são dedicados as metas e incentiva os liderados a terem confiança em sua habilidade, para que se desafiem e assumam riscos |

O desempenho dos liderados tende a ser influenciado pela atitude do líder. Portanto, quando o líder oferece algo a seus liderados ou ao ambiente de trabalho, há uma grande influência positiva, por isso, a definição de um estilo de liderança é de extrema importância.